# Terceiro Comando Puro
Terceiro Comando Puro est une organisation criminelle brésilienne à Rio de Janeiro. Le groupe s'est séparé du Terceiro Comando en 2002.
L'activité du groupe est concentrée dans les régions du nord et de l'est, en particulier le quartier de Senador Camará,.